# Солікамський район
Солікамський район — адміністративно-територіальна одиниця в складі Пермського краю Росії.
Адміністративний центр району — місто Солікамськ. У Солікамському районі 59 населених пунктів у складі 7 сільських поселень.

## Географія
Солікамський район межує з Усольским, Косинським, Чердинським, Красновишерським, Александрівським районами Пермського краю і містом Березники.
Клімат континентальний. Велику частину території району, близько 80 % території, займають лісові масиви та вирубки, що складаються переважно з хвойних дерев (ялина, ялиця, рідше модрина і кедрова сосна), поширені також листяні породи — береза, горобина, черемха.
Адміністративний центр району — місто Солікамськ. Площа району — 5421 км².

## Населення
На 2017 рік населення району складало 16 320 осіб. За підсумками перепису 2010 року: росіяни — 92 %; комі-перм'яки — 1,2 %.